# 第63回全日本バレーボール高等学校選手権大会
第63回全日本バレーボール高等学校選手権大会（だい63かい ぜんにほん バレーボールこうとうがっこうせんしゅけんたいかい）は、2011年1月5日から1月9日まで5日間にわたって東京体育館で行われた全日本バレーボール高等学校選手権大会である。

## 概要
日本における高校バレーボールの競技システム見直しにより、従来「春の高校バレー」と称された全国高等学校バレーボール選抜優勝大会が廃止され、その代替としてインターハイに組み込まれていた全国高等学校バレーボール選手権大会が分離・独立・改称し、実施後初の大会となった。
従って、システムとしては選手権大会として行われ、公式記録等は選抜優勝大会のものは引き継がれず、インターハイを兼ねていた全国高校選手権の記録を系譜する事になった。一方で運営面では選抜優勝大会の主催者が引き継ぎ、「春の高校バレー」という名称も継続する。
運営上の制約もあり、前回優勝枠が廃止され出場校が男女各52校になった。また、大会自体の冠スポンサーにジャパネットたかたが就き、優勝校には「ジャパネット杯」が授与される。なお選抜大会時代の特別協賛社・コカ・コーラボトラーズは同時期開催の全国高等学校サッカー選手権大会にも冠協賛社として付いており競合することから、「コカ・コーラ杯」の冠は下ろしたが引き続き大会協賛社として、出場校にコカ・コーラやアクエリアスを公式飲料として提供するほか、全国大会決勝戦テレビ中継の協賛もジャパネット、コカ・コーラ2社提供で放送する。
以下公式発表のもの（順不同）
- 主催：日本バレーボール協会、全国高等学校体育連盟（バレーボール専門部）、フジテレビジョンなどフジネットワーク28社、産業経済新聞社
- 主管：高体連バレーボール専門部、東京都バレーボール協会
- 後援：文部科学省、ニッポン放送、文化放送
- 特別協賛：ジャパネットたかた
- 協賛：日本コカ・コーラ（コカ・コーラボトラーズ）

### 日程
選抜優勝大会時代は7日間の日程であったが、本大会は5日間の日程となり1日に2試合を消化する日もあるなど、従前よりも過密な日程になっている。
- 1月5日 - 開会式・1回戦
- 1月6日 - 2回戦
- 1月7日 - 3回戦・準々決勝
- 1月8日 - 準決勝
- 1月9日 - 決勝・閉会式

初日のみ、メインアリーナ4面+サブアリーナ1面の5コート使用
2・3日目はメインアリーナの4コート使用
準決勝以後はメインアリーナの特設センターコート使用

## 出場校
各地区の予選は日程変更で早まり、2010年9月18日には全国のトップを切って福岡県で、20日には沖縄県で、それぞれ代表校が決定した。日程が正月明けということもあり、また同時期には全国高等学校サッカー選手権大会も首都圏で行われているため、関係者等の移動手段・宿泊施設を早めに確保する必要がある地域から順次代表が決定。開催地東京では11月下旬に代表校が決まった。

### 男子
北海道・東北
- 北北海道代表 とわの森三愛（2年ぶり6回目）
- 南北海道代表 東海大四（3年ぶり38回目）
- 青森県代表 弘前工（5年連続35回目）
- 岩手県代表 不来方（3年連続10回目）
- 秋田県代表 雄物川（16年連続16回目）
- 山形県代表 山形中央（7年ぶり12回目）
- 宮城県代表 東北（7年連続26回目）
- 福島県代表 相馬（4年連続16回目）

関東
- 茨城県代表 霞ヶ浦（3年連続7回目）
- 栃木県代表 作新学院（14年ぶり5回目）
- 群馬県代表 県立伊勢崎（2年ぶり7回目）
- 埼玉県代表 伊奈学園総合（2年ぶり7回目）
- 千葉県代表 習志野（4年連続27回目）
- 東京都代表I 東洋（4年連続21回目）
- 東京都代表II 東亜学園（6年連続27回目）
- 東京開催地（III） 駿台学園（4年ぶり3回目）
- 神奈川県代表I 弥栄（2年連続2回目）
- 神奈川県代表II 川崎橘（5年連続11回目）
- 山梨県代表 日本航空（9年連続9回目）

東海・北信越
- 長野県代表 創造学園大付（初出場）
- 新潟県代表 東京学館新潟（5年連続9回目）
- 富山県代表 高岡第一（6年ぶり13回目）
- 石川県代表 石川県工（6年連続20回目）
- 福井県代表 福井工大福井（3年連続35回目）
- 静岡県代表 聖隷クリストファー（4年連続8回目）
- 愛知県代表 星城（2年ぶり9回目）
- 岐阜県代表 岐阜工（2年連続2回目）
- 三重県代表 皇學館（2年連続6回目）

近畿
- 滋賀県代表 近江（8年連続26回目）
- 奈良県代表 天理（2年連続4回目）
- 和歌山県代表 開智（16年連続16回目）
- 京都府代表 東山（2年連続9回目）
- 大阪府代表I 大塚（3年連続6回目）
- 大阪府代表II 大商大高（3年ぶり39回目）
- 兵庫県代表 市尼崎（12年連続23回目）

中国
- 鳥取県代表 鳥取工（2年ぶり28回目）
- 島根県代表 安来（11年連続18回目）
- 岡山県代表 岡山東商（2年ぶり27回目）
- 広島県代表 崇徳（3年連続38回目）
- 山口県代表 宇部商（4年連続41回目）

四国
- 香川県代表 高松工芸（7年連続14回目）
- 徳島県代表 阿南工（7年連続7回目）
- 愛媛県代表 松山工（7年連続21回目）
- 高知県代表 高知商（12年ぶり30回目）

九州
- 福岡県代表 福岡大大濠（3年ぶり13回目）
- 佐賀県代表 佐賀商（5年連続25回目）
- 長崎県代表 大村工（4年ぶり8回目）
- 熊本県代表 鎮西（2年連続23回目）
- 大分県代表 別府鶴見丘（2年連続4回目）
- 宮崎県代表 都城工（2年連続31回目）
- 鹿児島県代表 鹿児島商（4年連続23回目）
- 沖縄県代表 西原（2年ぶり16回目）

### 女子
北海道・東北
- 北北海道代表 帯広南商（3年ぶり4回目）
- 南北海道代表 札幌大谷（5年連続9回目）
- 青森県代表 弘前学院聖愛（6年連続8回目）
- 岩手県代表 盛岡女子（5年ぶり17回目）
- 秋田県代表 秋田和洋女子（初出場）
- 山形県代表 山形市商（9年ぶり7回目）
- 宮城県代表 古川学園（6年連続31回目）
- 福島県代表 郡山女子大付（3年連続14回目）

関東
- 茨城県代表 土浦日大（3年連続10回目）
- 栃木県代表 國學院栃木（24年連続25回目）
- 群馬県代表 高崎商科大附（2年ぶり10回目）
- 埼玉県代表 細田学園（8年連続13回目）
- 千葉県代表 柏井（10年ぶり11回目）
- 東京都代表I 共栄学園（3年ぶり19回目）
- 東京都代表II 文京学院大女子（2年連続4回目）
- 東京開催地（III）下北沢成徳（3年連続11回目）
- 神奈川県代表I 大和南（6年連続7回目）
- 神奈川県代表II 川崎橘（17年連続18回目）
- 山梨県代表 増穂商（14年ぶり24回目）

東海・北信越
- 長野県代表 東海大三（5年連続10回目）
- 新潟県代表 帝京長岡（3年連続9回目）
- 富山県代表 富山第一（2年ぶり4回目）
- 石川県代表 金沢商（9年連続36回目）
- 福井県代表 北陸（4年ぶり5回目）
- 静岡県代表 浜北西（2年連続13回目）
- 愛知県代表 人間環境大岡崎学園（6年連続38回目）
- 岐阜県代表 県岐阜商（5年ぶり2回目）
- 三重県代表 津商（11年連続11回目）

近畿
- 滋賀県代表 近江（3年ぶり10回目）
- 奈良県代表 奈良女子（3年ぶり23回目）
- 和歌山県代表  和歌山信愛女子短大付（2年連続28回目）
- 京都府代表 京都橘（12年連続14回目）
- 大阪府代表I 四天王寺（6年連続41回目）
- 大阪府代表II 建国（2年連続2回目）
- 兵庫県代表 須磨ノ浦女子（2年ぶり12回目）

中国
- 鳥取県代表 鳥取東（初出場）
- 島根県代表 安来（2年連続29回目）
- 岡山県代表 岡山東商（7年ぶり2回目）
- 広島県代表 沼田（3年ぶり11回目）
- 山口県代表 誠英（21年連続31回目）

四国
- 香川県代表 高松商（2年連続4回目）
- 徳島県代表 富岡東（2年ぶり13回目）
- 愛媛県代表 聖カタリナ女子（8年連続34回目）
- 高知県代表 高知中央（3年連続3回目）

九州
- 福岡県代表 誠修（8年ぶり15回目）
- 佐賀県代表 鹿島実（7年連続13回目）
- 長崎県代表 九州文化学園（13年連続24回目）
- 熊本県代表 熊本信愛女学院（25年連続26回目）
- 大分県代表 東九州龍谷（11年連続26回目）
- 宮崎県代表 宮崎日大（15年ぶり16回目）
- 鹿児島県代表 鹿児島女子（3年連続29回目）
- 沖縄県代表 西原（2年連続2回目）

### シード校
男子
- 第1シード校 東洋
- 第2シード校 宇部商
- 第3シード校  福岡大大濠
- 第4シード校 鎮西

女子
- 第1シード校 古川学園
- 第2シード校  東九州龍谷
- 第3シード校  九州文化学園
- 第4シード校  鹿児島女子

## 試合結果

### 男子
1回戦
- 霞ヶ浦　2－0　大商大高
- 創造学園大付　2－0　高知商
- 弘前工　2－1　県立伊勢崎
- 大村工　2－1　弥栄
- 崇徳　2－0　高岡第一
- 大村工　2－0　安来
- 福井工大福井　2－0　とわの森三愛
- 作新学院　2－0　天理
- 開智　2－0　岡山東商
- 星城　2－0　阿南工
- 鹿児島商　2－1　石川工
- 都城工　2－0　東海大四
- 東亜学園　2－0　相馬
- 東北　2－0　安来
- 大塚　2－1　東京学館新潟
- 川崎橘　2－0　松山工
- 岐阜工　2－0　鳥取工
- 日本航空　2－0　皇學館
- 佐賀商　2－0　近江
- 高松工芸　2－1　雄物川
- 別府鶴見丘　2－0　山形中央

2回戦
- 大村工　2－0　市尼崎
- 聖隷クリストファー　2－0　福井工大福井
- 鎮西　2－0　弘前工
- 開智　2－0　星城
- 東洋　2－0　都城工
- 福岡大大濠　2－0　東北
- 宇部商　2－0　作新学院
- 東亜学園　2－0　鹿児島商
- 不来方　2－1 崇徳
- 川崎橘　2－0　岐阜工
- 創造学園大付　2－0　霞ヶ浦
- 習志野　2－1　大塚
- 駿台学園　2－1　佐賀商
- 別府鶴見丘　2－1　伊奈学園総合
- 西原　2－0　日本航空
- 東山　2－0　高松工芸

3回戦
- 東洋 2　－0　開智
- 習志野 2　－ 0　別府鶴見丘
- 駿台学園 2 － 0不来方
- 鎮西 2　－ 0　川崎橘
- 福岡大大濠 2　－ 0　創造学園大付
- 大村工 2－0 聖隷クリストファー
- 東山 2　－ 1　西原
- 東亜学園 2　－ 1　宇部商

準々決勝
- 東洋 2 － 0 習志野
- 鎮西 2 － 1 駿台学園
- 大村工 2 －0 福岡大大濠
- 東亜学園 2 －1 東山

準決勝
- 鎮西 3 － 1 東洋
- 東亜学園3 － 2 大村工

決勝
- 鎮西 2 － 3 東亜学園

### 女子
1回戦
- 細田学園　2－0　沼田
- 金沢商　2－1　札幌大谷
- 誠英 2－1 津商
- 大和南　2－0　奈良女
- 秋田和洋女　2－1　柏井
- 和歌山信愛女子短大付　2－1　誠修
- 下北沢成徳　2－0　弘前学院聖愛
- 東海大三　2－0　高知中央
- 人間環境大岡崎学園　2－0　富岡東
- 増穂商　2－0　盛岡女
- 川崎橘　2－1　鳥取東
- 近江　2－0　帯広南商
- 四天王寺　2－0　文京学院大高
- 聖カタリナ女　2－0　郡山女大付
- 市山形商 2－0　富山第一
- 浜北西　2－0　土浦日大
- 建国　2－0　高崎商大付
- 西原　2－1　須磨ノ浦女
- 高松商　2－0　県岐阜商
- 熊本信愛女学院　2－1　帝京長岡

2回戦
- 東九州龍谷　2－0　近江
- 古川学園　2－0　人間環境大岡崎学園
- 京都橘　2－1　川崎橘
- 下北沢成徳　2－0　宮崎日大
- 増穂商　2－0　北陸
- 東海大三　2－1　浜北西
- 聖カタリナ女　2－0　大和南
- 熊本信愛女学院　2－0　建国
- 九州文化学園　2－1　高松商
- 共栄学園　2－0　西原
- 鹿児島女　2－1　誠英
- 鹿島実　2－0　秋田和洋女
- 細田学園　2－0　金沢商
- 四天王寺　2－0　安来
- 岡山東商　2－1　市山形商
- 和歌山信愛女子短大付　2－0　国学院栃木

3回戦
- 古川学園 2 － 0　熊本信愛女学院
- 下北沢成徳 2　－ 0　京都橘
- 共栄学園 2 － 0　増穂商
- 九州文化学園 2 － 0　細田学園
- 鹿児島女 2 － 0　聖カタリナ女
- 和歌山信愛女子短大付 2　－ 0　岡山東商
- 鹿島実 2　－ 0　四天王寺
- 東九州龍谷 2　－ 0　東海大三

準々決勝
- 古川学園 2 － 0 下北沢成徳
- 共栄学園 2 － 1 九州文化学園
- 鹿児島女 2 － 0 和歌山信愛女子短大付
- 東九州龍谷 2 －0鹿島実

準決勝
- 古川学園 3 －  0 共栄学園
- 東九州龍谷 3 －0 鹿児島女

決勝
- 古川学園 1 － 3 東九州龍谷

## 放送
全国大会は全国高等学校バレーボール選抜優勝大会に引き続いてフジネットワークで放送される。
地上アナログ放送の終了が同年7月24日に迫っている為、同大会のアナログ放送は今回が最後になる。
地上波では、初日から3日間（1回戦から準々決勝まで）地元代表校の試合を中心に深夜時間帯にダイジェストで放送。準決勝と決勝は全国ネットで放送されることになっている。
フジテレビ（関東地方）での放送
各主催参加局も概ねこれに準じる。日付はそれぞれ表記日深夜=実際の日付上の未明である。
- 1月5日：24:55～25:45
- 1月6日：24:15～25:05
- 1月7日：24:45～25:35

FNS全国ネット
- 1月8日：16:00～17:30（男女準決勝）
- 1月9日：13:30～14:55（男子決勝）、16:00～17:25（女子決勝）
男子決勝と女子決勝の間が空くのは、15時台に中央競馬中継が放送されるため。また、FNS全国ネット（ジャパネット、コカ・コーラ2社協賛）は女子決勝（12時45分開始）が行われる時間から放送されるが、編成の関係で男女とも撮って出しの録画放送となる。

衛星波では、初日から3日間はフジテレビ系列のCS放送3チャンネルをフル活用し、フジテレビONE・フジテレビTWO・フジテレビNEXTでそれぞれAコート・Bコート・Cコート（初日はAコート・Bコート・Eコート）の全試合を生中継する。準決勝以降はフジテレビONEで録画中継が行われる。BSフジでも決勝戦を当日の深夜に放送する。
今大会よりフジテレビとソニーの共同制作で男女決勝戦を3Dで収録、BSフジやフジテレビNEXT等で放送される。
地区代表決定戦については日程が早まったということもあり、放送されない地域もあった。但し、『すぽると!』では放送されなかった分を含むすべての代表決定戦の結果をフォローした。また一部の大会はフジテレビONEで録画中継された。